# Matteo Pelucchi
Matteo Pelucchi (21 de janeiro de 1989 em Giussano) é um ciclista profissional italiano. Atualmente corre na equipa ProTeam Bardiani-CSF-Faizanè.
Destacou-se pela sua velocidade de ponta. Na categoria junior, em 2007 ganhou várias medalhas nos campeonatos nacionais de pista tanto em keirin, como em velocidade individual e quilómetro contrarrelógio. Como amador, tem conseguido várias vitórias. A sua projecção de futuro levou-o a estar concentrado com a equipa Katusha ao início da temporada de 2010.
Para a temporada de 2011 passou a ser profissional com a equipa espanhola Geox-TMC. Estreiou no Tour de Omã e em fevereiro conseguiu a sua primeira vitória na Clássica de Almeria.
Em 2012, depois do desaparecimento da equipa Geox, passou à equipa francesa Europcar e ao ano seguinte à nova equipa suíça IAM.

## Palmarés
2011
- Clássica de Almeria

2012
- 1 etapa dos Quatro Dias de Dunquerque
- 1 etapa da Ronde de l'Oise

2013
- 1 etapa do Circuito de la Sarthe

2014
- 1 etapa da Tirreno-Adriático
- 1 etapa da Volta a Burgos

2015
- 2 troféus da Challenge Ciclista a Maiorca (Troféu Santanyi-SesSalines-Campos e Troféu Praia de Palma-Palma)
- 2 etapas da Volta à Polónia

2018
- 1 etapa do Tour da Eslováquia

2019
- 2 etapas do Tour de Langkawi
- 1 etapa da Volta a Aragão
- 1 etapa do Tour Poitou-Charentes em Nova Aquitânia
- 2 etapas do Tour do Lago Taihu

## Resultados nas Grandes Voltas e Campeonatos do Mundo
| Carreira           | 2011 | 2012 | 2013 | 2014 | 2015 | 2016 | 2017 | 2018 | 2019 |
| ------------------ | ---- | ---- | ---- | ---- | ---- | ---- | ---- | ---- | ---- |
| Giro d'Italia      | -    | -    | -    | -    | Ab.  | Ab.  | F.c. | -    | -    |
| Tour de France     | -    | -    | -    | -    | -    | -    | -    | -    | -    |
| Volta a Espanha    | -    | -    | -    | Ab.  | Ab.  | -    | -    | -    | -    |
| Mundial em Estrada | -    | -    | -    | -    | -    | -    | -    | -    | -    |

-: não participa

Ab.: abandono

F.c.: fora de controle

## Equipas
- Geox-TMC (2011)
- Team Europcar (2012)
- IAM Cycling (2013-2016)
- Bora-Hansgrohe (2017-2018)
- Androni Giocattoli-Sidermec (2019)
- Bardiani-CSF-Faizanè[4] (2020)